# 赤いハンカチ
赤いハンカチ（あかいハンカチ）は、1962年に発売された石原裕次郎のシングルおよび、1964年に公開された、石原主演でこの曲を主題歌とする同名の映画。

## 楽曲
テイチク創業30年記念レコードとして発表され、ヒット曲となった。
オリジナル盤（テイチク NS-608）
- A面：赤いハンカチ（作詞：萩原四朗 作曲：上原賢六 編曲：塩瀬重雄）
- B面：露子に逢いたい（作詞：丸山環 作曲・編曲：久慈ひろし コーラス：ブルー・キャリナーズ）

再発盤（テイチク SN-353）
- B面：夕陽の丘（作詞：萩原四朗 作曲：上原賢六 編曲：山田栄一）

## 映画
『赤いハンカチ』（あかいハンカチ）は、1964年1月3日に公開された日本映画。製作・配給：日活。監督：舛田利雄、主演：石原裕次郎。「日活ムード・アクション映画」と称される作品のひとつ。

### あらすじ
三年前、事件の犯人を護送しようとしていた際、友人で同僚の石塚を守ろうとして起きた誤射により、刑事を辞職することを余儀なくされた三上は、かつての同僚の刑事であった土屋から、石塚は誤射により三上が殺してしまった男の娘と結婚し、実業家となっていることを聞かされた。更には石塚の成功には三年前に誤射と関わりがあると聞いた三上は、事実を調べるため、流しに扮して横浜を訪れる。

### 出演者
- 三上次郎：石原裕次郎
- 平岡玲子→石塚玲子：浅丘ルリ子
- 石塚武士（玲子の夫・三上の元同僚）：二谷英明
- 清次（寿司職人）：川地民夫
- 光子（春吉の娘）：笹森礼子
- 土屋警部補：金子信雄
- 平岡老人（玲子の父）：森川信
- 林田：芦田伸介
- 公安委員：清水将夫
- 春吉（寿司店の店主）：桂小金治

- やくざ風の男：深江章喜
- 上流階級の夫人B：南寿美子
- 上流階級の夫人D：堀恭子
- ダンサー：星ナオミ
- 検問所の警官A：杉江弘（杉江廣太郎）
- 地廻り：木島一郎
- 検問所の警官B：河上信夫

- 宮原徳平
- 上流階級の夫人A：原恵子
- 上流階級の夫人C：堺美紀子
- 石塚家の運転手：紀原土耕
- 衣笠真寿男
- 八代康二
- 黒田剛
- やくざ風の男：柳瀬志郎

- 運び屋の男：榎木兵衛
- 緑川宏
- 千代田弘
- 水木京二
- 小柴隆
- 島村謙二
- 荒井岩衛
- 峰三平

- 二階堂郁夫
- 本目雅昭
- 柴田新三
- 久遠利三
- 石丘伸吾
- 糸賀靖雄
- 石崎克巳
- 岩手征四郎
- 高橋明

- 漆沢政子
- 高山千草
- 北出桂子
- 石塚家の女中：山本陽子
- 東郷秀美
- 小島忠夫
- やくざ風の男：高島史旭（竜崎勝）
- 倉田栄三
- 志方稔

- 赤司健介
- 織田俊彦
- 式田賢一
- 堀崎二郎
- 深町真喜子
- 太田光子

### スタッフ
- 監督：舛田利雄
- 企画：児井英生
- 脚本：小川英、山崎巌、舛田利雄
- 撮影：間宮義雄
- 照明：藤林甲
- 録音：福島信雅

- 美術：千葉和彦
- 編集：辻井正則
- 助監督：樋口頴一
- 音楽：伊部晴美
- 主題歌：石原裕次郎『赤いハンカチ』（テイチク創業30周年記念レコード 作詞：萩原四朗 作曲：上原賢六）

- スクリプター：中川初子（クレジットなし）[3]
- スチール：井本俊康（クレジットなし）[4]
- 舞踊：小松光子
- 技斗：峰三平